# 시에라리온자유꼬리박쥐
시에라리온자유꼬리박쥐(Mops brachypterus)는 큰귀박쥐과에 속하는 박쥐의 일종이다. 카메룬과 코트디부아르, 적도기니, 가봉, 가나, 기니, 케냐, 라이베리아, 모잠비크, 나이지리아, 시에라리온, 탄자니아, 토고에서 발견되며, 중앙아프리카공화국과 콩고, 콩고민주공화국에서도 서식하는 것으로 추정하고 있다. 자연 서식지는 아열대 또는 열대 기후 지역의 건조림과 습윤 저지대 숲이다. 서식지 감소로 위협을 받고 있다.